# William Edward Norris
William Edward Norris (* 18. November 1847 in London; † 20. November 1925 in Torquay, Devon) war ein britischer Schriftsteller und Journalist.

## Leben
Norris war ein Sohn des Juristen William Norris (1795–1859) und dessen Ehefrau Fearne Kinnegar. Seine ältere Schwester Anne Grace (1845–1908) heiratete den Kolonialpolitiker Arthur Havelock und er war damit weitläufig mit General Henry Havelock verwandt. Die Familie Norris bewohnte am „Cavendish Square“ im West End ein großzügiges Stadtpalais.
Seine erste schulische Erziehung erhielt Norris durch Hauslehrer, später studierte er Rechtswissenschaft am Eton College. Mit 27 Jahren wurde er 1874 als Barrister am Inner Temple zugelassen. Auf Wunsch des Vaters, der inzwischen in der Kolonialverwaltung von Britisch-Ceylon arbeitete, sollte er in dessen Fußstapfen treten, doch Norris arbeitete nie als Jurist.
Norris ging auf Reisen und heiratete am 22. April 1871 in Algier Frances Isabel Simpson und hatte mit ihr eine Tochter, Edith Frances. Die Trauung fand im britischen Generalkonsulat von Algier statt, der anschließende Gottesdienst wurde in der anglikanischen Kirche abgehalten.
Zurück in London fing er an freiberuflich als Journalist zu arbeiten und konnte 1877 mit seinem ersten Roman Heaps of Money erfolgreich debütieren. Als er nach einigen Jahren mit einem weiteren Roman seinen Erfolg noch vergrößern konnte, wurde u. a. der Verleger Leslie Stephen auf Norris aufmerksam. Er wurde Redaktionsmitglied des Cornhill Magazine und konnte auch regelmäßig in anderen Zeitschriften (Longman’s Magazine, Littell’s Living Age etc.) und Zeitungen (Manchester Weekly, The Nottinghamshire Guardian etc.) veröffentlichen. Der Literaturkritiker George Henry Lewes lobte Norris mehrfach im Feuilleton (The Observer) und verglich ihn mit dem Schriftsteller William Makepeace Thackeray.
Die Ehefrau von Norris starb 1891 und 1891/92 gab Norris seine Wohnung in London auf und ließ sich zusammen mit seiner Tochter in Torquay nieder; in der Nähe seiner Schwester und seines Schwagers. Dort hatten sich die beiden das Anwesen Bishopstowe gekauft.
Norris widmete sich nur noch seinen literarischen Werken und verließ Torquay Zeit seine Lebens nicht mehr. Er starb zwei Tage nach seinem 78. Geburtstag und fand dort auch seine letzte Ruhestätte.

## Werke (Auswahl)
Erzählungen und Kurzgeschichten
- A man of his world and other Stories. London 1885 (3 Bände)
- Jack’s father and other stories (= The English Library, Band 93). Berlin 1892 (englisch)
- The spectre of Strathannan. London 1895.
- The despotic lady and others. London 1895.

Romane
- Heaps of money. London 1877[2]
- Matrimony. London 1881.
  - Deutsch: Eheglück. Engelhorn, Stuttgart 1895 (2 Bände, übersetzt von Emmy Becher)
- Thirby Hall. London 1883.
- My friend Jim. London 1886.
  - Deutsch: Mein Freund Jim Engelhorn, Stuttgart 1895 (2 Bände, übersetzt von Emmy Becher).
- Chris. London 1888.
- The Rogue. Tauchnitz, Leipzig 1888 (2 Bände, englisch)
- Miss Shafto. Tauchnitz, Leipzig 1889 (2 Bände, englisch)
- Mrs. Fenton. Tauchnitz, Leipzig 1889 (englisch)
  - Deutsch: Die Erbin . Engelhorn, Stuttgart 1891 (übersetzt von Emmy Becher).
- The baffled conspirators. London 1890.
  - Deutsch: Die geprellten Verschwörer. Engelhorn, Stuttgart 1891 (übersetzt von Emmy Becher)